# Minamiboso
Minamiboso (南房総市, Minamibōsō-shi) is een stad in de prefectuur Chiba, Japan. In 2013 telde de stad 40.169 inwoners.

## Geschiedenis
Op 20 maart 2006 ontstond Minamiboso als stad (shi). Dit gebeurde na het samenvoegen van de gemeenten Chikura (千倉町), Maruyama (丸山町), Shirahama (白浜町), Tomiura (富浦町), Tomiyama (富山町), Wada (和田町) en het dorp Miyoshi (三芳村).

## Economie
Minamiboso heeft een eeuwenoude walvisvangsttraditie.

## Partnersteden
- Ferndale, Verenigde Staten
- Blankenberge, België
- Saitama, Japan

## Geboren
- Sessue Hayakawa (1889-1973), Japans-Amerikaans steracteur

Steden:
Abiko · Asahi · Chiba (hoofdstad) · Choshi · Funabashi · Futtsu · Ichihara · Ichikawa · Inzai · Isumi · Kamagaya · Kamogawa · Kashiwa · Katori · Katsuura · Kimitsu · Kisarazu · Matsudo · Minamiboso · Mobara · Nagareyama · Narashino · Narita · Noda · Oamishirasato · Sakura · Sanmu · Shiroi · Sodegaura · Sosa · Tateyama · Tomisato · Togane · Urayasu · Yachimata · Yachiyo · Yotsukaido

Districten:
Awa · Chosei · Inba · Isumi · Katori · Sanbu
Gemeenten per district